# Nebbia utile

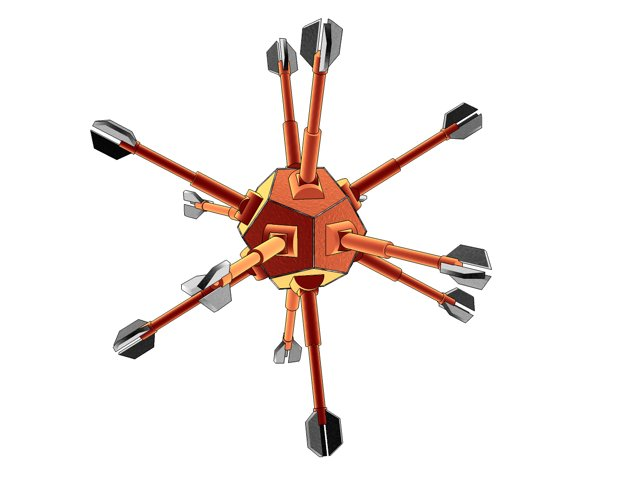
Disegno di un nanorobot delle dimensioni di 100 µm.

Un materiale intelligente polimorfo, chiamato anche nebbia utile (dall'inglese utility fog), consiste in una moltitudine di nanorobot disposti in un agglomerato informe.
Tali nanorobot sono in grado di interagire tra di loro per modificare la loro posizione all'interno della nube, dando così all'agglomerato una forma differente ogni volta che l'utente lo richieda. L'interazione tra un essere umano e la nebbia utile avviene tramite un apposito software che comunica a tutti i nano robot i comandi da eseguire.
Questa tecnologia, attualmente solo allo stadio di ipotesi, potrebbe sostituire una grande quantità di utensili con un unico dispositivo. Per fare un esempio, potrebbe essere utilizzata per creare una posata che sia in grado di convertirsi da forchetta a coltello a cucchiaio a seconda dell'esigenza dell'utilizzatore.
Spesso associata alla teoria complottista sul fenomeno delle scie chimiche, non vi è alcuna correlazione al riguardo, data la totale assenza di prove. 